# Agrostis oligantha
Agrostis oligantha é uma espécie de gramínea do gênero Agrostis, pertencente à família Poaceae.